# Enzo Brunori
Enzo Brunori (Perugia, 14 luglio 1924 – Roma, 13 maggio 1993) è stato un pittore italiano.

## Biografia
Dopo aver completato gli studi di belle arti a Perugia, comincia ad entrare, molto giovane, nei circoli culturali, tanto che perfino dei gerarchi di grido dell'epoca cercano di portarlo a Roma, ma il Brunori non sentendosi pronto decide di restare in Umbria.
Nel 1947 allestì nella sua città la prima mostra ufficiale, entrando in contatto sia con Gerardo Dottori che con il critico d'arte Lionello Venturi, figure fondamentali per la sua maturazione artistica.
Famoso per la rappresentazione della natura, amava raffigurare piante e mari come degli elementi naturali visti come ragione dell'essere. Vinse nel 1953 un premio acquisto nell'ambito del Premio Spoleto. Partecipò a due edizioni della biennale di Venezia. Divenne docente di pittura all'accademia di belle arti di Roma.
Nel 1963 una sua opera viene esposta alla mostra Contemporary Italian Paintings, allestita in alcune città australiane. Nel 1963-64 espone alla mostra Peintures italiennes d'aujourd'hui, allestita in medio oriente e in nordafrica.
Dopo un'ultima antologica allestita a Perugia nel 1988, si ritirò a vita privata sino alla prematura morte nel 1993.
Dal 23 aprile al 16 maggio 2008, a Roma, nella Sala delle Colonne del Vittoriano, ha avuto luogo l'antologica: "Enzo Brunori - Una poetica del colore nel secondo Novecento" a cura di Enrico Crispolti, catalogo De Luca Editori d'Arte, mostra che ha avuto l'Alto Patronato della Presidenza della Repubblica ed i Patrocini delle Regioni Umbria e Lazio; delle Province di Perugia e Roma e dei Comuni di Roma e Perugia.

## Enzo Brunori nei musei
- Fondazione Biscozzi Rimbaud, Lecce
- Museo Brunori, Bertinoro
- Museo d’arte - (MAGA), Gallarate